# Coryphoda
Coryphoda is een geslacht van rechtvleugeligen uit de familie sabelsprinkhanen (Tettigoniidae). De wetenschappelijke naam van dit geslacht is voor het eerst geldig gepubliceerd in 1878 door Brunner von Wattenwyl.

## Soorten
Het geslacht Coryphoda omvat de volgende soorten:
- Coryphoda albicans Brunner von Wattenwyl, 1878
- Coryphoda albidicollis Blanchard, 1851